# Plan-de-Baix

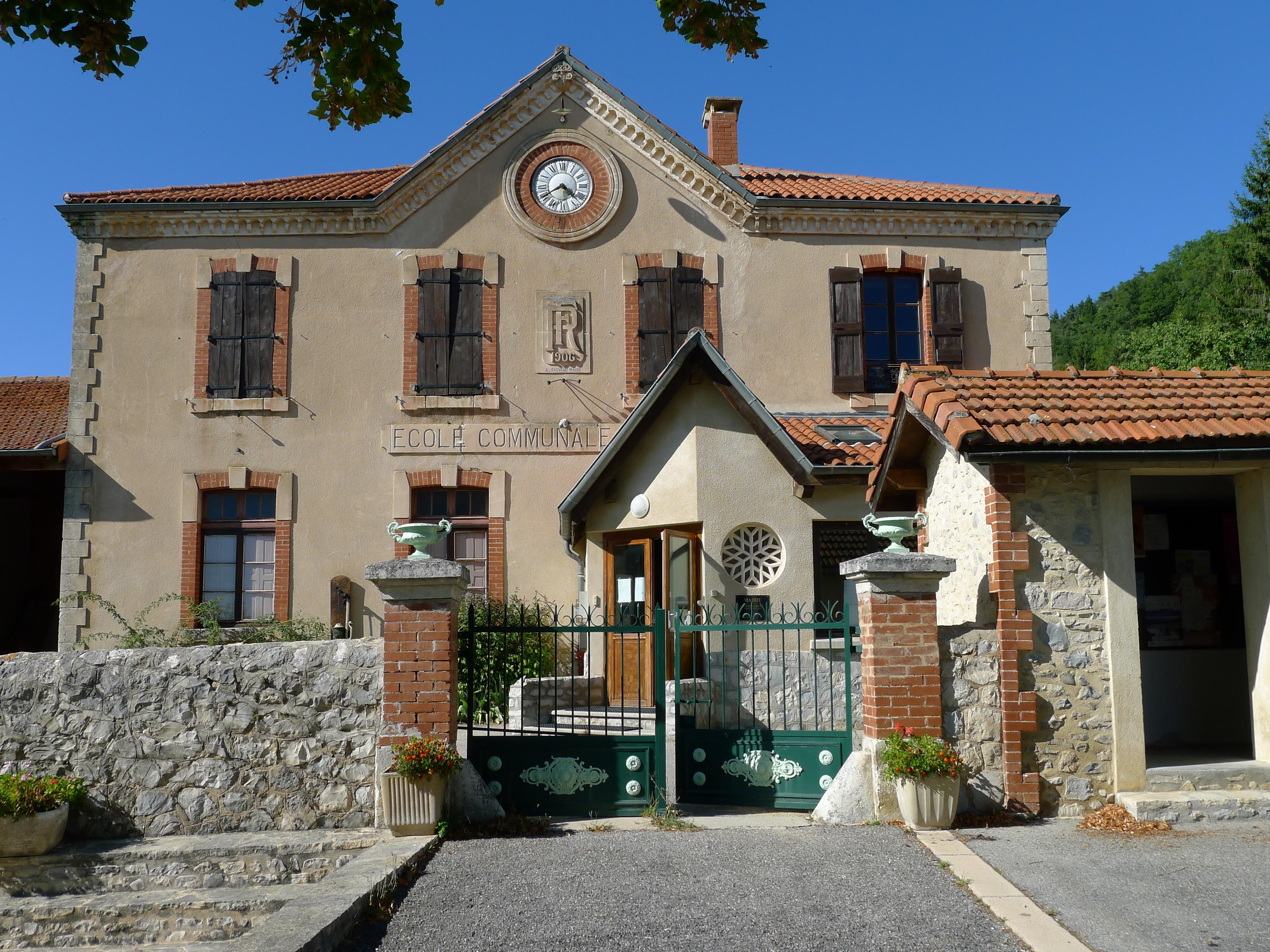
Ratusz w Plan-de-Baix, 2011

Plan-de-Baix – miejscowość i gmina we Francji, w regionie Owernia-Rodan-Alpy, w departamencie Drôme.
Według danych na rok 1990 gminę zamieszkiwały 123 osoby, a gęstość zaludnienia wynosiła 6 osób/km² (wśród 2880 gmin regionu Rodan-Alpy Plan-de-Baix plasuje się na 1498. miejscu pod względem liczby ludności, natomiast pod względem powierzchni na miejscu 483.).